# 日本協同党
日本協同党（にほんきょうどうとう）は、日本の政党。。

## 概要
1945年12月18日に結成された。第二次世界大戦後の政党政治の復活にあわせて結党された政党の中の一つ。協同組合主義、労使協調を標榜した中道政党である。
戦後初の選挙となった第22回衆議院議員総選挙では第四党と振るわず、選挙後、他の諸派、無所属議員と合同し、協同民主党へと改組した。
政見
協同民主主義を標榜し、協同組合主義を経済原則に掲げ、戦争で大きな打撃を蒙った産業、経済、文化を、勤労、自主、相愛を基調とする協同組合主義により再建し、協同組合が産業の復興の中核となることを主張した。

## 歴史
戦前の憲政時代の直接の前身政党はないが、結党メンバーは、戦時下に東條内閣の戦争指導に反旗を翻した護国同志会から船田中、赤城宗徳、井川忠雄らが参加している。他の主要メンバーは、協同組合運動の提唱者である賀川豊彦や、千石興太郎、黒沢酉蔵など。賀川が設立に関わった共栄火災海上保険株式会社の社長を運動の同志である井川が務めていたこともあり、同社の本支店に県本部を設置され、当初の実質的な活動の中心は賀川の地元の兵庫県本部（灘消費購買組合、神戸消費購買組合を中心とする）であった。。
党を指導する船田、千石らは、戦時下へ至る新体制運動には積極的に係わったものの、戦時体制下では非主流派となったため、終戦後の新たな体制の担い手となり得ると考えていた。しかし1946年（昭和21年）1月4日、GHQが指定した公職追放に黒沢、船田、千石ら党幹部が軒並み引っ掛かり、党の代表世話人、世話人、委員計30名のうち、追放を免れたのは世話人の井川と委員の北勝太郎の2名のみという惨状であった。党存続の危機に見舞われた党は2月23日に緊急幹部会を開催し、井川を中心として党再建に乗り出すこととした。井川はまず党の立ち位置を日本自由党（保守政党）の左、日本社会党（革新政党）の右の存在とし、協同主義は統一的な協同組合行政を確立する理念であると主張した。2月28日には第一回の党全国代表者会議の席で、常任世話人として井川の他、船田中の実弟である船田享二、山本実彦らを選出した。
日本協同党は総選挙を睨み、まず社会党との連携を模索した。社会党としても戦後の結党時、協同組合関係者を取り込む動きもあり、日本協同党と社会党との提携は不自然ではなかった。しかしGHQ内には日本協同党は日本を穏健化し、安定化させるのに寄与すると評価する声とともに、日本協同党のメンバーには中道やや右よりの政党であるとの合意があると見る向きもあった。4月10日の第22回衆議院議員総選挙において、日本協同党は94名の候補者を擁立するが、14名の当選にとどまった（定数466）。思わしくない選挙結果を受けて、日本協同党は社会党との連携以外に諸派、無所属議員のとの連携を図るようになった27日、中央委員長に山本、副委員長に北、書記長に井川という日本協同党の新執行部が選出された。これと前後して無所属議員で結成された院内会派大同倶楽部内に新党結成の動きが起こり、更に日本協同党と大同倶楽部との合同を目指す動きが起こった。山本は改造社社長であり、戦前に2期、民政党の衆議院議員を務めており、経歴からも協同主義のイデオロギーに必ずしもこだわらない人物であった。この動きは北を中心とした日本協同党内の農村派の反対によりいったん立ち消えになったかに見えたが、結局日本協同党や日本農本党などの諸派、大同倶楽部は、5月8日に協同組合主義を党是とする新党、協同民主党の結成に合意するに至った。
後史
ところが協同組合主義の党是に多くの大同倶楽部所属議員からクレームが出され、議員の多くは日本協同党との合同に加わらずに新党結成を目指すこととなり、院内会派日本民主党準備会を結成した。進んでいた話が突然上手くいかなくなった背景には、他の大政党からの工作があったものと推測されている。結局日本協同党は日本農本党、日向民主党などいくつかの小会派によって5月24日に協同民主党を結成した。なお日本民主党準備会は院内会派新政会を経て、9月25日、国民党を結成。翌1947年になって、協同民主党と国民党が合同、国民協同党の結成へと至る。
その後、同党は複数回の合同を経て、1955年の保守合同によって自由民主党へと合流している。

## 執行部役員表
| 日本協同党役員 （1945 - 1946）           | 日本協同党役員 （1945 - 1946） | 日本協同党役員 （1945 - 1946） | 日本協同党役員 （1945 - 1946） | 日本協同党役員 （1945 - 1946） |
| 常任世話人                               | 常任世話人                     | 世話人                         | 世話人                         | 世話人                         |
| ---------------------------------------- | ------------------------------ | ------------------------------ | ------------------------------ | ------------------------------ |
| 船田中                                   | 黒沢酉蔵                       | 吉植庄亮                       | 吉田正                         | 中谷武世                       |
| 船田中                                   | 黒沢酉蔵                       | 井川忠雄                       | 木村寅太郎                     |                                |
| 日本協同党暫定役員 （1946）              |                                |                                |                                |                                |
| 常任世話人                               |                                |                                |                                |                                |
| 井川忠雄                                 | 船田享二                       | 宮部一郎                       | 宮城孝治                       | 山本実彦                       |
| 日本協同党中央執行委員会 （1946 - 1947） |                                |                                |                                |                                |
| 委員長                                   | 副委員長                       | 書記長                         | 政務調査会長                   |                                |
| 山本実彦                                 | 北勝太郎                       | 井川忠雄                       | 船田享二                       |                                |

（参考文献：村川一郎・石上泰州『日本の政党』1995年3月、丸善株式会社・丸善ライブラリー、ISBN 4-621-05153-9）

## 歴代日本協同党委員長一覧
| 代 | 委員長 | 委員長   | 在任期間                                              | 備考       |
| -- | ------ | -------- | ----------------------------------------------------- | ---------- |
| -  |        | 井川忠雄 | 1946年（昭和21年）1月4日 - 1946年（昭和21年）4月27日  | 常任世話人 |
| 1  |        | 山本実彦 | 1946年（昭和21年）4月27日 - 1947年（昭和22年）5月24日 |            |